# Pago
Pour les articles homonymes, voir Pago (homonymie).
Le Pago est un volcan de Papouasie-Nouvelle-Guinée situé sur l'île de Nouvelle-Bretagne.